# Liste der Kulturgüter in Lausanne
Die Liste der Kulturgüter in Lausanne enthält alle Objekte in der Gemeinde Lausanne im Kanton Waadt, die gemäss der Haager Konvention zum Schutz von Kulturgut bei bewaffneten Konflikten, dem Bundesgesetz vom 20. Juni 2014 über den Schutz der Kulturgüter bei bewaffneten Konflikten sowie der Verordnung vom 29. Oktober 2014 über den Schutz der Kulturgüter bei bewaffneten Konflikten unter Schutz stehen.
Objekte der Kategorien A und B sind vollständig in der Liste enthalten, Objekte der Kategorie C fehlen zurzeit (Stand: 1. Januar 2023).

## Kulturgüter
| Foto | | Objekt | Kat. | Typ | Standort                                                                        | Beschreibung |
| ---- | --- | --- | ---- | --- | ------------------------------------------------------------------------------- | --- |
| ja   | Datei hochladen · Wikidata zu Altes Spital (Q2845792)                                                 | Altes Spital / Ancien Hôpital KGS-Nr.: 06116 | A    | G   | Rue Mercerie 24 538375 / 152554                                                 | |
| ja   | Datei hochladen · Wikidata zu Palais de Justice (Q2792254)                                            | Ehemaliges Bundesgericht (Montbenon) / Ancien Tribunal fédéral (Montbenon) KGS-Nr.: 06117                                                                                                  | A    | G   | Allée Ernest-Ansermet 2 537707 / 152464                                         | |
| ja   | Datei hochladen · Wikidata zu Ehemaliger Bischofssitz (Q2845848)                                      | Ehemaliger Bischofssitz / Ancien Evêché KGS-Nr.: 06118 | A    | G   | Place de la Cathédrale 4 538326 / 152637                                        | |
| ja   | Datei hochladen · Wikidata zu Ehemalige Akademie (Q2845847)                                           | Alte Akademie mit umgebendem Turm und Bürgerhaus (ehemaliges Professorenhaus) / Ancienne Académie avec tour d'enceinte et maison bourgeoise (ancienne cure des professeurs) KGS-Nr.: 06119 | A    | G   | Rue Cité-Devant 7 538334 / 152805                                               | |
| ja   | Datei hochladen · Wikidata zu Casino de Montbenon (Q2941098)                                          | Casino de Montbenon KGS-Nr.: 06122 | A    | G   | Allée Ernest-Ansermet 3 537564 / 152443                                         | |
| ja   | Datei hochladen · Wikidata zu Kathedrale Notre-Dame (Q669544)                                         | Kathedrale Notre-Dame / Cathédrale Notre-Dame KGS-Nr.: 06123 | A    | G   | Place de la Cathédrale 538370 / 152681                                          | |
| ja   | Datei hochladen · Wikidata zu Château Saint-Maire (Q688912)                                           | Schloss Saint-Maire / Château Saint-Maire KGS-Nr.: 06124 | A    | G   | Place du Château 4 538385 / 152929                                              | |
| ja   | Datei hochladen · Wikidata zu Bahnhof Lausanne (Q669678)                                              | Hauptbahnhof / Gare centrale KGS-Nr.: 06126 | A    | G   | Place de la Gare 3–11 537877 / 152069                                           | |
| ja   | Datei hochladen · Wikidata zu Rathaus (Q3146152)                                                      | Rathaus / Hôtel de Ville KGS-Nr.: 06127 | A    | G   | Place de la Palud 2 538171 / 152588                                             | |
| ja   | Datei hochladen · Wikidata zu Domaine de Mon-Repos (Q18003202)                                        | Domäne Mon-Repos / Domaine de Mon-Repos KGS-Nr.: 06128 | A    | G   | Parc de Mon-Repos 1 538926 / 152275                                             | Umfasst Park, Herrenhaus, Bauernhaus, drei Springbrunnen, Orangerie, Pavillon, Voltaire, Turm und Grotte, Liebestempel, Skulpturen von Milo Martin und Pierre Blanc, Stele, Monumentaltreppe und Gitter des Eingangstors. |
| ja   | Datei hochladen · Wikidata zu La Suisse (Q680091)                                                     | Schiffe der CGN: La Suisse (1910) KGS-Nr.: 06131 | A    | X   | Ouchy 537001 / 151144                                                           | |
| ja   | Datei hochladen · Wikidata zu Palais de Rumine (Q661033)                                              | Palais de Rumine KGS-Nr.: 06132 | A    | G   | Place de la Riponne 6 538223 / 152801                                           | |
| ja   | Datei hochladen · Wikidata zu Reformierte Kirche Saint-François (Q3586117)                            | Reformierte Kirche Saint-François KGS-Nr.: 06136 | A    | G   | Place Saint-François 18 538205 / 152363                                         | |
| ja   | Datei hochladen · Wikidata zu Bundesgerichtsgebäude (Q1006058)                                        | Bundesgerichtsgebäude / Bâtiment du tribunal fédéral KGS-Nr.: 06137 | A    | G   | Avenue du Tribunal Fédéral 29 539039 / 152347                                   | |
| ja   | Datei hochladen · Wikidata zu Lousanna (Q3264025)                                                     | Vidy / Lousanna, prähistorische Nekropole, römischer Vicus / Vidy / Lousanna, nécropole préhistorique, vicus romain KGS-Nr.: 06138                                                         | A    | F   | Route de Vidy 535699 / 152001                                                   | |
| ja   | Datei hochladen · Wikidata zu Château de Beaulieu (Q2968476)                                          | Château de Beaulieu KGS-Nr.: 06150 | A    | G   | Avenue des Bergières 7–11 537568 / 153204                                       | |
| ja   | Datei hochladen · Wikidata zu Galeries Saint-François (Q3094689)                                      | Galeries Saint-François KGS-Nr.: 06164 | A    | G   | Rue de Bourg 12–14 538322 / 152359                                              | |
| ja   | Datei hochladen · Wikidata zu Maison Mercier (Q3278890)                                               | Wohn- und Bürogebäude / Immeuble d’habitation et bureaux KGS-Nr.: 06169 | A    | G   | Rue du Grand-Chêne 8 538020 / 152378                                            | |
| ja   | Datei hochladen · Wikidata zu Fondation de l’Hermitage (Q3075622)                                     | Campagne de l’Hermitage KGS-Nr.: 06173 | A    | G   | Route du Signal 2 538507 / 153302                                               | Umfasst Herrenhaus, Bauernhaus, Fabrik und Park. |
| ja   | Datei hochladen · Wikidata zu Maison de maitre de l'Élysée (Q2935381)                                 | Herrenhaus Elysée mit Park / Maison de maître de l’Elysée avec parc KGS-Nr.: 06177 | A    | G   | Avenue de l’Elysée 18 538149 / 151274                                           | |
| ja   | Datei hochladen · Wikidata zu Helvétie (Q29891067)                                                    | Schiffe der CGN: Helvétie (1926) KGS-Nr.: 06186 | A    | X   | Ouchy 536993 / 151094                                                           | |
| ja   | Datei hochladen · Wikidata zu Italie (Q3155863)                                                       | Schiffe der CGN: Italie (1908) KGS-Nr.: 06187 | A    | X   | Ouchy 537005 / 151086                                                           | |
| ja   | Datei hochladen · Wikidata zu Montreux (Q679548)                                                      | Schiffe der CGN: Montreux (1904) KGS-Nr.: 06188 | A    | X   | Ouchy 537016 / 151073                                                           | |
| ja   | Datei hochladen · Wikidata zu Vevey (Q21031199)                                                       | Schiffe der CGN: Vevey (1907) KGS-Nr.: 06189 | A    | X   | Ouchy 537024 / 151062                                                           | |
| ja   | Datei hochladen · Wikidata zu Hôtel Beau-Rivage Palace (Q1660479)                                     | Hôtel Beau-Rivage Palace KGS-Nr.: 06190 | A    | G   | Ouchy, Place du Port 17–19 537950 / 151051                                      | |
| ja   | Datei hochladen · Wikidata zu Chauderon-Brücke (Q682049)                                              | Chauderon-Brücke / Pont Chauderon KGS-Nr.: 06197 | A    | G   | 537474 / 152651                                                                 | |
| ja   | Datei hochladen · Wikidata zu Hauptpost Lausanne (Q3146243)                                           | Hauptpost / Hôtel des Postes KGS-Nr.: 06198 | A    | G   | Place Saint-François 15 538172 / 152318                                         | |
| ja   | Datei hochladen · Wikidata zu Synagoge Lausanne (Q3508052)                                            | Synagoge KGS-Nr.: 06202 | A    | G   | Avenue de Florimont 538534 / 151973                                             | |
| ja   | Datei hochladen · Wikidata zu Reformierte Kirche Saint-Laurent (Q3586118)                             | Reformierte Kirche Saint-Laurent / Église réformée Saint-Laurent KGS-Nr.: 06203 | A    | G   | Rue Saint-Laurent 13 538014 / 152649                                            | |
| ja   | Datei hochladen · Wikidata zu Bel-Air-Turm (Q815057)                                                  | Bel-Air-Turm / Tour Bel-Air KGS-Nr.: 06204 | A    | G   | Place Bel-Air 1 537863 / 152628                                                 | |
| ja   | Datei hochladen · Wikidata zu Vernand-Dessus (Q3555948)                                               | Siedlung Vernand-Dessus / Site de Vernand-Dessus KGS-Nr.: 06206 | A    | G   | Avenue de Vernand-Dessus 536904 / 158338                                        | Umfasst Scheune von 1535, Maison Mercier (1779) und Maison Jaccaud (um 1750). |
| ja   | Datei hochladen · Wikidata zu Fondation Toms Pauli (Q3075580)                                         | Fondation Toms Pauli, Bildwirkerei- und Textilkunstsammlungen / Fondation Toms Pauli, collections de tapisseries et d’art textile KGS-Nr.: 08667                                           | A    | S   | Rue Caroline 2 538500 / 152426                                                  | |
| ja   | Datei hochladen · Wikidata zu Art Brut Sammlung (Q2982900)                                            | Art-brut-Sammlung / Collection de l’art brut KGS-Nr.: 08697 | A    | S   | Avenue des Bergières 11 537555 / 153201                                         | |
| ja   | Datei hochladen · Wikidata zu Hermitage Foundation collection (Q56220805)                             | Fondation de l’Hermitage KGS-Nr.: 08698 | A    | S   | Route du Signal 2 538509 / 153296                                               | |
| ja   | Datei hochladen · Wikidata zu Kantonales Museum für Archäologie und Geschichte (Q3329513)             | Kantonales Museum für Archäologie und Geschichte mit Bibliothek Musée cantonal d’archéologie et d’histoire avec bibliothèque KGS-Nr.: 08699                                                | A    | S   | Place de la Riponne 6 538257 / 152784                                           | |
| ja   | Datei hochladen · Wikidata zu Musée cantonal des Beaux-Arts de Lausanne (Q3329523)                    | Kantonales Kunstmuseum / Musée Cantonal des Beaux-Arts (MCBA) KGS-Nr.: 08700 | A    | S   | Place de la Gare 16 537571 / 152173                                             | |
| ja   | Datei hochladen                                                                                       | Kantonales Museum für Design und angewandte zeitgenössische Kunst / Musée cantonal de design et d’arts appliqués contemporains (mudac) KGS-Nr.: 08701                                      | A    | S   | Place de la Gare 17 537485 / 152242                                             | |
| ja   | Datei hochladen · Wikidata zu Photo Elysée (Q675261)                                                  | Photo Elysée KGS-Nr.: 08711 | A    | S   | Place de la Gare 17 537485 / 152242                                             | |
| ja   | Datei hochladen · Wikidata zu Musée et jardins botaniques cantonaux de Lausanne (Q3330558)            | Kantonales Museum und botanischer Garten mit Bibliothek / Musée et jardin botaniques cantonaux avec bibliothèque KGS-Nr.: 08712                                                            | A    | S   | Avenue de Cour 14 537451 / 151630                                               | |
| ja   | Datei hochladen · Wikidata zu Kantonales Geologie-Museum (Q3329516)                                   | Kantonales Geologiemuseum / Musée cantonal de géologie KGS-Nr.: 08713 | A    | S   | Place de la Riponne 6 538251 / 152803                                           | |
| ja   | Datei hochladen · Wikidata zu Historisches Museum Lausanne (Q3330589)                                 | Historisches Museum Lausanne / Musée historique de Lausanne KGS-Nr.: 08714 | A    | S   | Place de la Cathédrale 4 538328 / 152628                                        | |
| ja   | Datei hochladen · Wikidata zu Kantonales Zoologie-Museum (Q14630553)                                  | Kantonales Zoologiemuseum / Musée cantonal de zoologie KGS-Nr.: 08715 | A    | S   | Place de la Riponne 6 538256 / 152812                                           | |
| ja   | Datei hochladen · Wikidata zu Stadtarchiv Lausanne (Q2860447)                                         | Archiv der Stadt Lausanne / Archives de la ville de Lausanne KGS-Nr.: 08777 | A    | S   | Rue du Maupas 47 537525 / 152971                                                | |
| BW   | Datei hochladen · Wikidata zu Schweizerisches Bundesgericht, Archiv (Q27483733)                       | Archiv und Bibliothek des Bundesgericht / Archives et bibliothèque du tribunal fédéral KGS-Nr.: 08837                                                                                      | A    | S   | Avenue du Tribunal Fédéral 29 539046 / 152359                                   | |
| BW   | Datei hochladen                                                                                       | Musikalienarchiv der Kantons- und Universitätsbibliothek / Archives musicales de la bibliothèque cantonale et universitaire KGS-Nr.: 08934                                                 | A    | S   | Place de la Riponne 6 538270 / 152843                                           | |
| ja   | Datei hochladen · Wikidata zu Archiv von Radio Suisse Romande (Q2860443)                              | Dokumentationsdienst und Archiv von Radio Suisse Romande / Service données et archives de Radio Suisse Romande KGS-Nr.: 08947                                                              | A    | S   | Avenue du Temple 40 539422 / 153853                                             | |
| BW   | Datei hochladen · Wikidata zu Centre Hospitalier Universitaire Vaudois (CHUV), Sammlungen (Q27483301) | Archiv des Universitätsspitals / Archives du Centre hospitalier universitaire vaudois KGS-Nr.: 08977                                                                                       | A    | S   | Rue du Bugnon 46 538921 / 152927                                                | |
| ja   | Datei hochladen · Wikidata zu Schwimmbad Bellerive (Q2879941)                                         | Freibad Bellerive / Bains de Bellerive KGS-Nr.: 09032 | A    | G   | Avenue de Rhodanie 23 536916 / 151492                                           | |
| ja   | Datei hochladen                                                                                       | Gelände der Expo 64 mit Théâtre de Vidy / Site de l’Expo 64 avec Théâtre de Vidy KGS-Nr.: 09485                                                                                            | A    | G   | Avenue Émile-Henri-Jaques-Dalcroze 5 536490 / 151609                            | |
| ja   | Datei hochladen · Wikidata zu Colline de la Cité (Q2983441)                                           | Colline de la Cité (latènezeitliche / mittelalterliche / frühneuzeitliche Siedlung) / Colline de la Cité (habitat laténien / médiéval / époque moderne) KGS-Nr.: 09694                     | A    | F   | 538424 / 152857                                                                 | |
| ja   | Datei hochladen · Wikidata zu Friedhof Bois-de-Vaux (Q2972597)                                        | Friedhof Bois-de-Vaux / Cimetière de Bois-Vaux KGS-Nr.: 10327 | A    | G   | Route de Chavannes 2 535832 / 152224                                            | |
| ja   | Datei hochladen · Wikidata zu Verwaltungsgebäude der Vaudoise Versicherungen (Q3149071)               | Verwaltungsgebäude der Vaudoise Versicherungen / Immeuble administratif de la Vaudoise Assurance KGS-Nr.: 10331                                                                            | A    | G   | Avenue de Cour 41 537136 / 151760                                               | |
| ja   | Datei hochladen · Wikidata zu Verwaltungsgebäude André & Cie. S.A. (Q3149070)                         | Ehemaliges Verwaltungsgebäude André & Cie. SA / Ancien immeuble administratif André & Cie. SA KGS-Nr.: 10510                                                                               | A    | G   | Chemin Messidor 5–7 538797 / 151829                                             | |
| ja   | Datei hochladen · Wikidata zu Olympisches Museum (Q598646)                                            | Olympisches Museum / Musée Olympique KGS-Nr.: 10674 | A    | S   | Quai d’Ouchy 1 538278 / 151063                                                  | |
| BW   | Datei hochladen · Wikidata zu Archiv des Internationalen Olympischen Komitees (Q27483308)             | Archiv des Internationalen Olympischen Komitees / Archives du Comité International Olympique KGS-Nr.: 11614                                                                                | A    | S   | Quai d’Ouchy 1 535395 / 152211                                                  | |
| ja   | Datei hochladen · Wikidata zu Römermuseum Lausanne-Vidy (Q3330776)                                    | Römisches Museum / Musée romain KGS-Nr.: 11616 | A    | S   | Chemin du Bois-de-Vaux 24 535552 / 152302                                       | |
| ja   | Datei hochladen · Wikidata zu Maison de l’Estérel (Q3279643)                                          | Maison de l’Estérel KGS-Nr.: 11682 | A    | G   | Avenue d’Ouchy 16–18 537953 / 151640                                            | |
| BW   | Datei hochladen · Wikidata zu Archives de la Banque Cantonale Vaudoise (BCV) (Q27483252)              | Archiv der Banque Vaudoise / Archives de la Banque Vaudoise KGS-Nr.: 11779 | A    | S   | Place Saint-François 14 538300 / 152286                                         | |
| ja   | Datei hochladen · Wikidata zu Wohnhaus (Q3149078)                                                     | Wohnhaus KGS-Nr.: 11782 | A    | G   | Chemin de Chandolin 4 539196 / 152124                                           | |
| ja   | Datei hochladen · Wikidata zu Archives historiques EOS (Q27483377)                                    | Historisches Archiv der Alpiq (ehemals Énergie Ouest Suisse) / Archives historiques d’Alpic (anciennement Énergie Ouest Suisse) KGS-Nr.: 11837                                             | A    | S   | Chemin de Mornex 10 537837 / 152262                                             | |
| BW   | Datei hochladen                                                                                       | Schulzentrum Les Bergières (sechs Gebäude) / Groupe scolaire des Bergières (six bâtiments) KGS-Nr.: 16926                                                                                  | A    | G   | Avenue des Bergières 44–46 537260 / 153632                                      | |
| ja   | Datei hochladen · Wikidata zu Savoie (Schiff) (Q3474595)                                              | Schiffe der CGN: Savoie (1914) KGS-Nr.: 17463 | A    | X   | Ouchy 537007 / 151088                                                           | |
| ja   | Datei hochladen · Wikidata zu Simplon (Q3484785)                                                      | Schiffe der CGN: Simpon (1920) KGS-Nr.: 17464 | A    | X   | Ouchy 537008 / 151090                                                           | |
| ja   | Datei hochladen · Wikidata zu Rhône (Q3429962)                                                        | Schiffe der CGN: Rhône (1927) KGS-Nr.: 17465 | A    | X   | Ouchy 537006 / 151087                                                           | |
| ja   | Datei hochladen · Wikidata zu (Q29891052)                                                             | Maison Gaulis KGS-Nr.: 06125 | B    | G   | Rue Cité-Devant 11 538365 / 152842                                              | |
| ja   | Datei hochladen · Wikidata zu Abbaye de l'arc (Q18288690)                                             | Abbaye de l’Arc KGS-Nr.: 06139 | B    | G   | Avenue de Montbenon 1 537936 / 152358                                           | |
| ja   | Datei hochladen                                                                                       | Maison Gaudard KGS-Nr.: 06140 | B    | G   | Place de la Cathédrale 6 538360 / 152630                                        | |
| ja   | Datei hochladen · Wikidata zu Ehemaliges Hôtel Excelsior und Klinik Cécil (Q29890936)                 | Ehemaliges Hôtel Excelsior und Klinik Cécil / Ancien Hôtel Excelsior et clinique Cécil KGS-Nr.: 06141                                                                                      | B    | G   | Avenue Louis-Ruchonnet 53 537337 / 152432                                       | |
| ja   | Datei hochladen · Wikidata zu Ehemalige reformierte Kirche Saint-Étienne (Q29891008)                  | Ehemalige reformierte Kirche Saint-Étienne / Ancienne église réformée Saint-Etienne KGS-Nr.: 06142                                                                                         | B    | G   | Rue Mercerie 22b 538318 / 152559                                                | |
| BW   | Datei hochladen · Wikidata zu Ehemaliges Haus Leresche (Q29890949)                                    | Ehemaliges Haus Leresche / Ancienne maison Leresche KGS-Nr.: 06143 | B    | G   | Place de la Cathédrale 5 538340 / 152724                                        | |
| ja   | Datei hochladen · Wikidata zu Building of the Banque cantonale vaudoise (Q18019493)                   | Hauptsitz der Waadtländer Kantonalbank / Siège principal de la Banque Cantonale Vaudoise KGS-Nr.: 06144                                                                                    | B    | G   | Place Saint-François 14 538299 / 152286                                         | |
| ja   | Datei hochladen · Wikidata zu Schweizerische Nationalbank (Q29890951)                                 | Schweizerische Nationalbank / Banque nationale suisse KGS-Nr.: 06145 | B    | G   | Avenue de la Paix 6 538413 / 152321                                             | |
| ja   | Datei hochladen · Wikidata zu Ehemaliges Zollhaus und Freilager (Q29890932)                           | Ehemaliges Zollhaus und Freilager / Ancien bâtiment douanier et port franc KGS-Nr.: 06146                                                                                                  | B    | G   | Rue de Genève 17 537832 / 152573                                                | |
| ja   | Datei hochladen · Wikidata zu Gebäude der Firma Lausanne-Ouchy (Q29890954)                            | Gebäude der Compagnie Lausanne–Ouchy: sechs Mehrfamilienhäuser / Bâtiments pour la Compagnie du Lausanne-Ouchy: six immeubles de rapports KGS-Nr.: 06147                                   | B    | G   | Avenue d’Ouchy 70–76 537698 / 150970                                            | |
| ja   | Datei hochladen · Wikidata zu Literarischer Kreis (Gebäude) (Q29890989)                               | Literarischer Zirkel / Cercle littéraire KGS-Nr.: 06148 | B    | G   | Place Saint-François 7 538211 / 152412                                          | |
| ja   | Datei hochladen · Wikidata zu Wilhelm-Tell-Kapelle (Q29890991)                                        | Wilhelm-Tell-Kapelle / Chapelle de Guillaume Tell KGS-Nr.: 06149 | B    | G   | Avenue Jules-Gonin 1 537586 / 152507                                            | |
| ja   | Datei hochladen · Wikidata zu Schloss Béthusy (Q29890992)                                             | Schloss Béthusy / Château de Béthusy KGS-Nr.: 06151 | B    | G   | Avenue de Beaumont 2 539184 / 152718                                            | |
| ja   | Datei hochladen · Wikidata zu Schloss Valency (Q29890995)                                             | Schloss Valency und Garten / Château de Valency et jardin KGS-Nr.: 06152 | B    | G   | Chemin de Renens 14–16 536335 / 153456                                          | |
| ja   | Datei hochladen · Wikidata zu Schloss Vennes (Q25389689)                                              | Schloss Vennes und Scheune / Château de Vennes et grange KGS-Nr.: 06153 | B    | G   | Chemin de Praz-Berthoud 29 539424 / 154411                                      | |
| ja   | Datei hochladen · Wikidata zu Ehemaliges katholisches Pfarrhaus (Q29890945)                           | Ehemaliges katholisches Pfarrhaus / Ancienne cure catholique KGS-Nr.: 06154 | B    | G   | Rue Cité-Derrière 16 538428 / 152774                                            | |
| ja   | Datei hochladen · Wikidata zu Englische Kirche (Lausanne) (Q19406921)                                 | Englische Kirche / Église anglaise KGS-Nr.: 06155 | B    | G   | Avenue de l’Église-Anglaise 1 537989 / 151766                                   | |
| ja   | Datei hochladen · Wikidata zu Schottische Kirche (Q15275724)                                          | Schottische Kirche / Église écossaise KGS-Nr.: 06156 | B    | G   | Avenue de Rumine 24 538746 / 152023                                             | |
| ja   | Datei hochladen · Wikidata zu Methodistische Kirche, Kapelle Valentin (Q97366445)                     | Methodistische Kirche, Valentinskapelle / Église méthodiste, Chapelle du Valentin KGS-Nr.: 06157                                                                                           | B    | G   | Place de la Riponne 7 538115 / 152825                                           | |
| BW   | Datei hochladen · Wikidata zu Genossenschaftliche Wohnanlage Prélaz (Q29891009)                       | Genossenschaftliche Wohnanlage Prélaz: 37 Villen oder Miethäuser mit Garten / Ensemble d’habitation coopérative de Prélaz: 37 villas ou maisons locatives avec jardin KGS-Nr.: 06158       | B    | G   | Avenue de Morges 45–117 536800 / 153051                                         | |
| ja   | Datei hochladen · Wikidata zu Wohnanlage Georgette (Q29891013)                                        | Wohnanlage Georgette mit mehreren Mehrfamilienhäusern und Villen / Ensemble résidentiel de Georgette avec plusieurs immeubles de rapport et villas KGS-Nr.: 06159                          | B    | G   | Avenue Georgette 6–8, / Rue Beau-Séjour 28, Avenue de la Gare 2 538499 / 152099 | |
| BW   | Datei hochladen                                                                                       | Markt- und Kathedralentreppen / Escaliers du Marché et de la cathédrale KGS-Nr.: 06160 | B    | G   | 538256 / 152648                                                                 | |
| ja   | Datei hochladen · Wikidata zu Brunnen (Q29891019)                                                     | Brunnen / Fontaine KGS-Nr.: 06161 | B    | K   | Place du Grand Saint-Jean 538029 / 152575                                       | |
| ja   | Datei hochladen · Wikidata zu Brunnen mit Gerechtigkeitsstatue (Q29891021)                            | Brunnen mit Gerechtigkeitsstatue / Fontaine avec statue de la Justice KGS-Nr.: 06162 | B    | K   | Place de la Palud 538201 / 152594                                               | |
| ja   | Datei hochladen · Wikidata zu Hôtel Lausanne-Palace (Q3219698)                                        | Hôtel Lausanne-Palace KGS-Nr.: 06166 | B    | G   | Rue du Grand-Chêne 7 538011 / 152342                                            | |
| ja   | Datei hochladen · Wikidata zu Gebäude mit Türmchen (Q29891026)                                        | Gebäude mit Türmchen / Immeuble à tourelle KGS-Nr.: 06167 | B    | G   | Place Saint-François 9 538235 / 152421                                          | |
| ja   | Datei hochladen · Wikidata zu Ehemaliges Gebäude des Crédit Foncier Vaudois (Q29890934)               | Ehemaliges Gebäude des Crédit Foncier Vaudois / Ancien bâtiment du Crédit Foncier Vaudois KGS-Nr.: 06168                                                                                   | B    | G   | Place Chauderon 8–10 537692 / 152827                                            | |
| ja   | Datei hochladen · Wikidata zu Ehemaliges Payot-Gebäude (Q29890937)                                    | Ehemaliges Payot-Gebäude / Ancien immeuble Payot KGS-Nr.: 06170 | B    | G   | Rue de Bourg 1 538254 / 152421                                                  | |
| ja   | Datei hochladen · Wikidata zu Chablière-Haus mit Nebengebäuden (Q29891036)                            | Maison de Chablière mit Landhaus und Rousseau-Pavillon / Maison de la Chablière avec rural et pavillon Rousseau KGS-Nr.: 06171                                                             | B    | G   | Chemin de la Vallombreuse 10, 14 536839 / 153821                                | |
| ja   | Datei hochladen · Wikidata zu Grosse Brücke (Q682024)                                                 | Grosse Brücke / Grand-Pont KGS-Nr.: 06172 | B    | G   | 538053 / 152449                                                                 | |
| BW   | Datei hochladen · Wikidata zu Bellerive-Haus und Nebengebäude (Q29891033)                             | Maison de Bellerive und Nebengebäude / Maison de Bellerive et communs KGS-Nr.: 06174 | B    | G   | Chemin de Bellerive 23 537330 / 151324                                          | |
| ja   | Datei hochladen · Wikidata zu Landhaus du Désert mit Nebengebäuen (Q29891034)                         | Landhaus Le Désert / Maison de campagne du Désert KGS-Nr.: 06175 | B    | G   | Chemin de Pierrefleur 72 536702 / 154679                                        | Umfasst Herrenhaus, Bauernhof, Schweinestall, überdachten Springbrunnen, Teich und Garten. |
| BW   | Datei hochladen · Wikidata zu Haus Petite-Vuachère (Q29891038)                                        | Maison de la Petite-Vuachère KGS-Nr.: 06176 | B    | G   | Chemin de la Vuachère 6 539615 / 152108                                         | |
| BW   | Datei hochladen · Wikidata zu Haus Rovéréaz (Q29891044)                                               | Maison de Rovéréaz KGS-Nr.: 06178 | B    | G   | Chemin de la Fauvette 98 540854 / 153635                                        | |
| ja   | Datei hochladen · Wikidata zu Haus Villamont (Q29891048)                                              | Maison de Villamont KGS-Nr.: 06180 | B    | G   | Avenue Mon-Repos 3 538697 / 152375                                              | |
| ja   | Datei hochladen · Wikidata zu Haus Porta (Q29891055)                                                  | Maison Porta KGS-Nr.: 06181 | B    | G   | Rue Cité-Derrière 4 538410 / 152629                                             | |
| BW   | Datei hochladen · Wikidata zu Reformierte Kirche (Montheron) (Q29891060)                              | Reformierte Kirche Montheron, ehemalige Abteikirche / Temple de Montheron, ancienne église abbatiale KGS-Nr.: 06182                                                                        | B    | G   | Route de l’Abbaye 2, Montheron 540633 / 160166                                  | |
| ja   | Datei hochladen · Wikidata zu Major Davel-Denkmal (1899), Bourget-Park (Q29891062)                    | Denkmal des Majors Abraham Davel / Monument du Major Abraham Davel KGS-Nr.: 06183 | B    | K   | Parc Bourget 534696 / 152458                                                    | |
| ja   | Datei hochladen · Wikidata zu Espace Arlaud (Q29890940)                                               | Espace Arlaud KGS-Nr.: 06184 | B    | G   | Place de la Riponne 28 538117 / 152703                                          | |
| BW   | Datei hochladen · Wikidata zu La Vaudoise (Q3213466)                                                  | Barke La Vaudoise / Barque La Vaudoise KGS-Nr.: 06185 | B    | X   | Ouchy 536985 / 151103                                                           | |
| BW   | Datei hochladen · Wikidata zu (Q29891070)                                                             | Hôtel d’Angleterre KGS-Nr.: 06191 | B    | G   | Place du Port 9 537799 / 150988                                                 | |
| ja   | Datei hochladen · Wikidata zu Schloss Ouchy (Q668559)                                                 | Hôtel du Château d’Ouchy mit Dependance / Hôtel du Château d'Ouchy avec dépendance KGS-Nr.: 06192                                                                                          | B    | G   | Ouchy, Place du Port 2 537750 / 150924                                          | |
| ja   | Datei hochladen · Wikidata zu Hotel Royal Savoy Lausanne (Q29891072)                                  | Royal Savoy Hotel und Eingangsportal / Hôtel Royal Savoy et portail d’entrée KGS-Nr.: 06193                                                                                                | B    | G   | Ouchy, Avenue d’Ouchy 40 537824 / 151425                                        | |
| ja   | Datei hochladen · Wikidata zu Universitäts-Poliklinik (Q29891074)                                     | Universitäts-Poliklinik / Polyclinique universitaire KGS-Nr.: 06195 | B    | G   | Rue Dr-César-Roux 19 538580 / 152880                                            | |
| ja   | Datei hochladen · Wikidata zu Bessières-Brücke (Q830218)                                              | Bessières-Brücke / Pont Bessières KGS-Nr.: 06196 | B    | G   | 538448 / 152519                                                                 | |
| ja   | Datei hochladen · Wikidata zu Naville-Haus mit Innenhof (Q29891053)                                   | Haus Naville mit Hof / Maison Naville avec cour KGS-Nr.: 06200 | B    | G   | Rue du Bourg 18 538360 / 152385                                                 | |
| ja   | Datei hochladen · Wikidata zu Haus Constant (Q29891031)                                               | Maison Constant KGS-Nr.: 06201 | B    | G   | Rue de Bourg 26 538421 / 152383                                                 | |
| ja   | Datei hochladen · Wikidata zu Turm von Ale (Q16010656)                                                | Tour de l’Ale KGS-Nr.: 06205 | B    | G   | Rue de la Tour 537774 / 152839                                                  | |
| BW   | Datei hochladen · Wikidata zu Villa du Denantou (Q29891081)                                           | Villa du Denantou KGS-Nr.: 06208 | B    | G   | Chemin Édouard-Sandoz 3 538599 / 151000                                         | |
| BW   | Datei hochladen · Wikidata zu Herrenhaus mit Nebengebäuden (Q29891041)                                | Villa du Bois-de-Vaux KGS-Nr.: 06209 | B    | G   | Chemin du Bois-de-Vaux 19 535828 / 152565                                       | Herrenhaus mit Wohnhaus und Bedienstetenhaus, Schuppen, Taubenschlag, Hühnerstall, Brunnen und Garten. |
| BW   | Datei hochladen · Wikidata zu Herrenhaus Vernand-Bois-Genoud mit Nebengebäuden (Q29891042)            | Herrenhaus Vernand-Bois-Genoud Maison de maître Vernand-Bois-Genoud KGS-Nr.: 06210 | B    | G   | Chemin du Bois-Genoud 36 534845 / 156681                                        | Umfasst Herrenhaus, Bedienstetenhaus, Bauernhaus und Springbrunnen. |
| ja   | Datei hochladen · Wikidata zu Archiv der Ecole de la Source (Q27483212)                               | Dokumentationszentrum und Archiv der Gesundheitshochschule La Source / Centre de documentation et archives de l’haute école de la santé La Source KGS-Nr.: 08772                           | B    | S   | Avenue Vinet 30 537792 / 153198                                                 | |
| ja   | Datei hochladen · Wikidata zu Institut universitaire d'histoire de la médicine (Q29891029)            | Medizinhistorisches Institut der Universität Lausanne / Institut universitaire d’histoire de la médecine et de la santé publique KGS-Nr.: 08921                                            | B    | G   | Chemin des Falaises 1 538796 / 153157                                           | |
| BW   | Datei hochladen                                                                                       | Bibliothek des Medizinhistorischen Instituts der Universität Lausanne / Bibliothèque de l’Institut des humanités en médecine de l’Université de Lausanne KGS-Nr.: 09369                    | B    | S   | Chemin des Falaises 1 538800 / 153157                                           | |
| BW   | Datei hochladen                                                                                       | Bibliothek der Musikhochschule und des Konservatoriums Lausanne / Bibliothèque de la haute ecole de musique et conservatoire de Lausanne KGS-Nr.: 09549                                    | B    | S   | Rue de la Grotte 2 538180 / 152256                                              | |
| BW   | Datei hochladen                                                                                       | Fondation Claude Verdan KGS-Nr.: 10682 | B    | S   | Rue du Bugnon 21 538681 / 152844                                                | |
| ja   | Datei hochladen · Wikidata zu Kantons- und Universitätsbibliothek Lausanne (Q676831)                  | Kantons- und Universitätsbibliothek (Standort Riponne) / Bibliothèque cantonale et universitaire (site Riponne) KGS-Nr.: 14624                                                             | B    | S   | Place de la Riponne 6 538261 / 152845                                           | |
| ja   | Datei hochladen · Wikidata zu Konservatorium, ehemalige Galeries du Commerce (Q29891000)              | Konservatorium, ehemalige Galeries du Commerce / Conservatoire de musique, anciennes Galeries du Commerce KGS-Nr.: 14644                                                                   | B    | G   | Rue de la Grotte 2 538188 / 152255                                              | |
| ja   | Datei hochladen · Wikidata zu Bibliothek des Literarischen Kreises (Sammlung) (Q27483303)             | Bibliothek des Literarischen Zirkels / Bibliothèque du Cercle littéraire KGS-Nr.: 14645 | B    | S   | Place Saint-François 7 538206 / 152411                                          | |
| BW   | Datei hochladen                                                                                       | Pavillon Levade KGS-Nr.: 14646 | B    | G   | Escaliers du Marché 29 538298 / 152688                                          | |
| BW   | Datei hochladen                                                                                       | Gasthaus / Auberge KGS-Nr.: 14647 | B    | G   | Route de l’Abbaye 2, Montheron 540633 / 160143                                  | |
| ja   | Datei hochladen                                                                                       | Scheune / Grange KGS-Nr.: 14648 | B    | G   | Route de l’Abbaye 3, Montheron 540642 / 160192                                  | |
| BW   | Datei hochladen                                                                                       | Maison de Saussure KGS-Nr.: 14649 | B    | G   | Avenue de Vernand-Dessus 3 536986 / 158378                                      | |
| BW   | Datei hochladen                                                                                       | Bibliothek für Rechts- und Wirtschaftswissenschaften / Bibliothèque de Droit et de science économique KGS-Nr.: 14650                                                                       | B    | S   | Route de la Chamberonne 1 534408 / 152730                                       | |
| BW   | Datei hochladen                                                                                       | Bibliothek Édouard Fleuret / Bibliothèque Édouard Fleuret KGS-Nr.: 14651 | B    | S   | Route de la Chamberonne 1 534386 / 152731                                       | |
| BW   | Datei hochladen                                                                                       | Bibliothek des Internationalen Zentrums für Anarchismusforschung / Bibliothèque du Centre international de recherche sur l’anarchisme KGS-Nr.: 14654                                       | B    | S   | Avenue de Beaumont 24 539137 / 153086                                           | |
| ja   | Datei hochladen · Wikidata zu Kloster Montheron (Q1775676)                                            | Ehemaliges Kloster Montheron / Ancienne abbaye de Montheron KGS-Nr.: 14798 | B    | F   | Route de l’Abbaye, Montheron 540628 / 160160                                    | |
| BW   | Datei hochladen                                                                                       | Fonds für bildende Kunst der Stadt Lausanne / Fonds des arts plastiques de la ville de Lausanne KGS-Nr.: 14815                                                                             | B    | S   | Place de la Palud 2 538174 / 152595                                             | |
| BW   | Datei hochladen                                                                                       | Reformierte Kirche Saint-Matthieu und Kapelle / Temple de Saint-Matthieu et chapelle KGS-Nr.: 16921                                                                                        | B    | G   | Chemin Guillaume-de-Pierrefleur 20 537034 / 154014                              | |
| BW   | Datei hochladen                                                                                       | Kapelle Les Terreaux / Chapelle des Terreaux KGS-Nr.: 16923 | B    | G   | Rue des Terreaux 14 537791 / 152717                                             | |
| BW   | Datei hochladen                                                                                       | Collège de Montriond KGS-Nr.: 16925 | B    | G   | Avenue Édourad-Dapples 58 537448 / 151956                                       | |